# Loznica, Čačak
Loznica (izvirno srbsko Лозница) je naselje v Srbiji, ki upravno spada pod Občino Čačak; slednja pa je del Moraviškega upravnega okraja.

## Demografija
V naselju živi 341 polnoletnih prebivalcev, pri čemer je njihova povprečna starost 43,1 let (42,1 pri moških in 44,1 pri ženskah). Naselje ima 143 gospodinjstev, pri čemer je povprečno število članov na gospodinjstvo 2,80.
To naselje je, glede na rezultate popisa iz leta 2002, večinoma srbsko.
|  |

| Demografija | Demografija     | Demografija     |
| Leto        | Št. prebivalcev | Št. prebivalcev |
| ----------- | --------------- | --------------- |
|             |                 |                 |
|             |                 |                 |
|             |                 |                 |
|             |                 |                 |
| 1948        | 219             |                 |
| 1953        | 217             |                 |
| 1961        | 212             |                 |
| 1971        | 270             |                 |
| 1981        | 365             |                 |
| 1991        | 412             | 412             |
| 2002        | 410             | 401             |
|             |                 |                 |

| Etnična sestava po popisu iz leta 2002 | Etnična sestava po popisu iz leta 2002 | Etnična sestava po popisu iz leta 2002 | Etnična sestava po popisu iz leta 2002 | Etnična sestava po popisu iz leta 2002 |
| -------------------------------------- | -------------------------------------- | -------------------------------------- | -------------------------------------- | -------------------------------------- |
| Srbi                                   | Srbi                                   |                                        | 373                                    | 93,01%                                 |
| Albanci                                | Albanci                                |                                        | 1                                      | 0,24%                                  |
| Jugoslovani                            | Jugoslovani                            |                                        | 1                                      | 0,24%                                  |
| Neznano                                | Neznano                                |                                        | 26                                     | 6,48%                                  |